# Marke
Marke est une section de la ville belge de Courtrai située en Région flamande dans la province de Flandre-Occidentale. C'était une commune à part entière avant la fusion des communes de 1977.

## Géographie
La localité, comptant environ 8 000 habitants, se trouve le long de la Lys, juste à l'ouest de la ville de Courtrai, à l'extérieur du R8, mais entourée par l'agglomération courtraisienne.
Marke est limitrophe des localités suivantes : Bissegem, Courtrai (section de commune), Rollegem, Aalbeke, Lauwe et Wevelgem (section de commune).
Marke est séparée de Bissegem et de Wevelgem par la Lys.
La E403 et la E17 traversent le village, de même que la ligne de chemin de fer Lille-Courtrai.

### Quartiers
| - Rodenburg - Bachten de Route - Wijk ten Nieuwenhove - Populierenhof - 't Steenen Ende | - Ter Doenaert - De Klokke - Klarenhoek - de Pauvre Leute - d'Yzerpoorte. |

## Démographie

### Évolution démographique
- Sources : INS, Rem. : 1831 jusqu'en 1970 = recensements, 1976 = nombre d'habitants au 31 décembre[3].

## Histoire
À la fin des années 1970, la gare a été désaffectée et Marke a fusionné avec Courtrai.

## Monuments
L'église Saint-Brice (Sint-Brixiuskerk en néerlandais) de style néogothique, datant de 1900/1901.

## Personnalités liées à la localité
- Roger Vandersteene (1918-1976), missionnaire, y est né
- Jean-Baptiste de Béthune (1821-1894), architecte, y est décédé

## Galerie

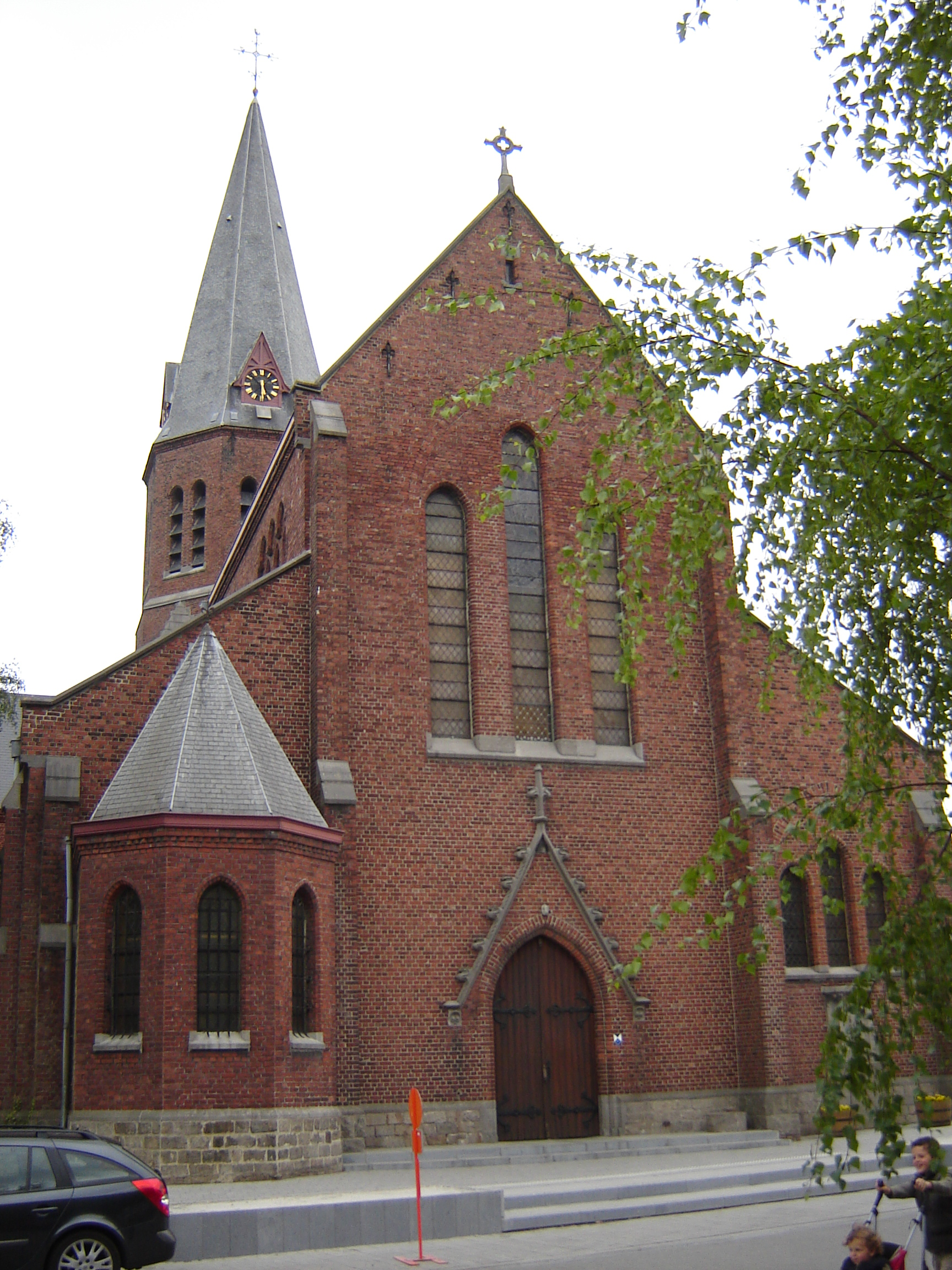
L'église Saint-Brice, de style néogothique.
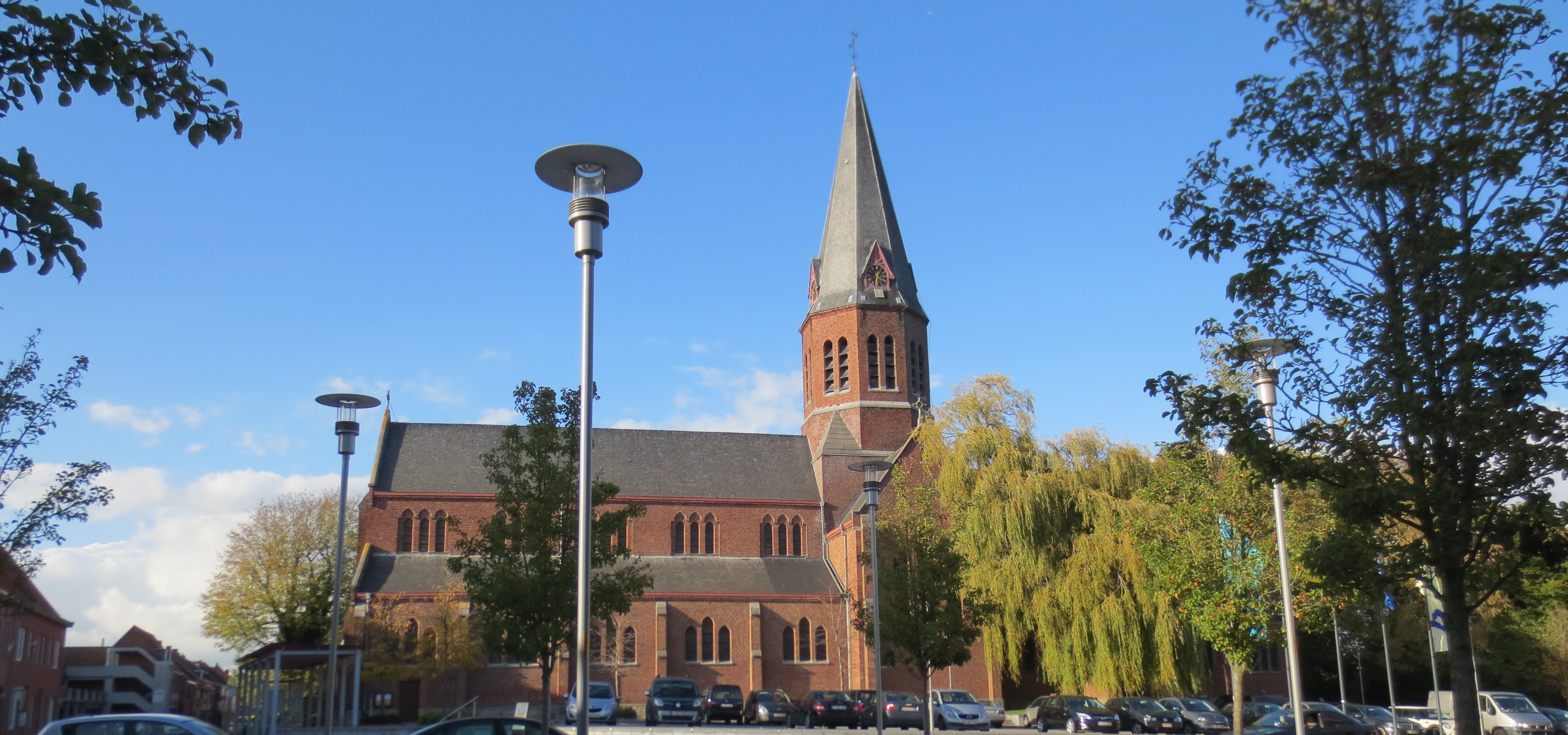
L'église.
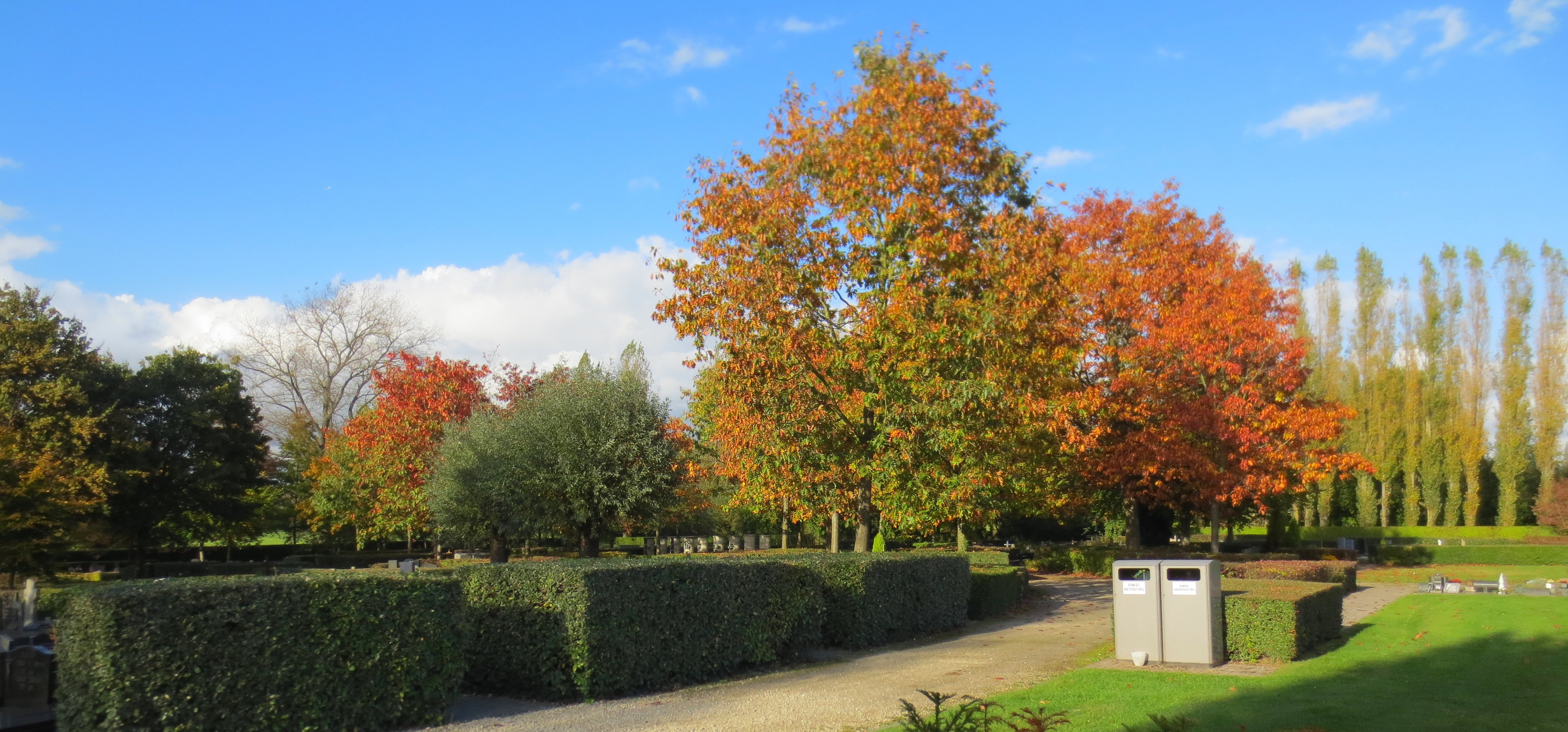
Le cimetière.
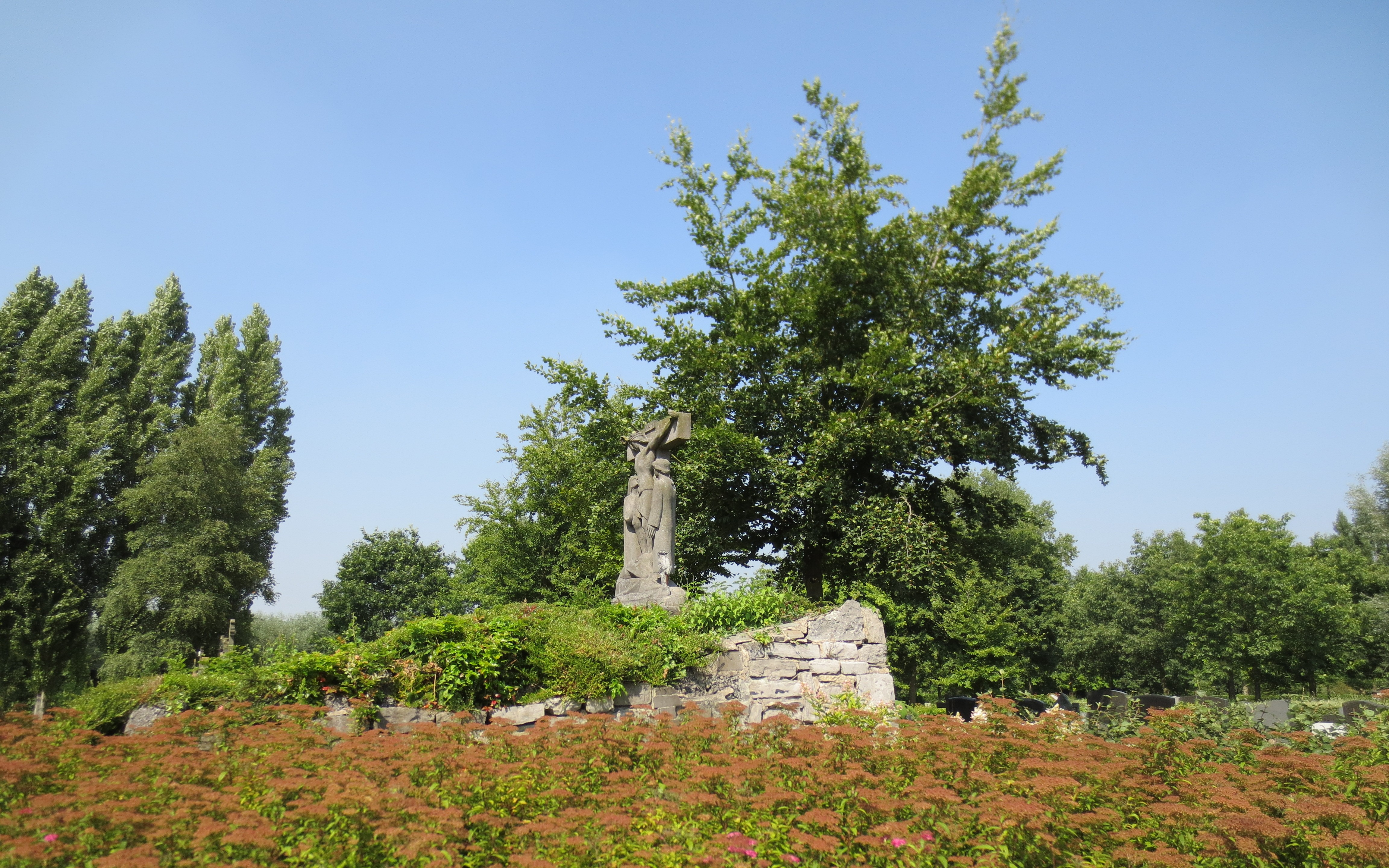
Le calvaire.
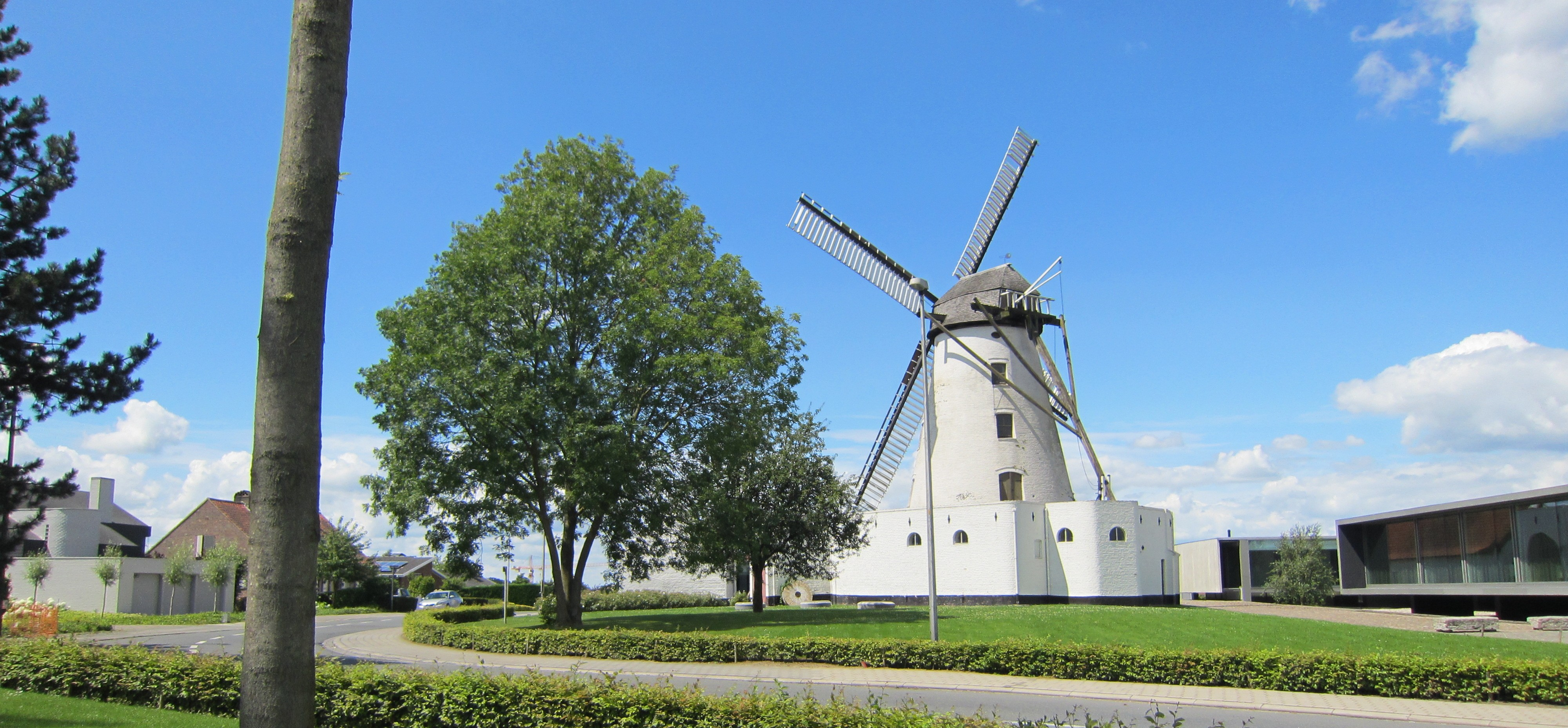
Le moulin.